# 맥락주의
인식적 맥락주의라고도 하는 맥락주의는 행동, 발화 또는 표현이 발생하는 맥락을 강조하는 철학적 관점의 계열이다. 맥락주의 지지자들은 어떤 중요한 측면에서 행동, 발화 또는 표현은 해당 맥락과 관련해서만 이해될 수 있다고 주장한다. 맥락주의자의 견해는 " P를 의미한다", " P를 아는 것", " A 에 대한 이유를 갖는 것", 심지어 "참되다" 또는 "옳다"와 같은 철학적으로 논란이 되는 개념은 특정 맥락과 관련된 의미만을 갖는다고 주장한다. 다른 철학자들은 상황 의존성이 완전한 상대주의로 이어진다고 주장한다.
윤리학에서 "맥락주의적" 관점은 종종 도덕적 상대주의와 밀접하게 연관되어 있다.
인식론에서 상황주의는 '알다'라는 단어를 상황에 따라 다르게 취급하는 것이다. 상황에 맞는 표현은 "서로 다른 사용 맥락에 따라 다른 명제를 표현"하는 표현이다. 예를 들어, 일반적으로 상황에 맞는 것으로 간주되는 일부 용어는 '나', '여기' 및 '지금'와 같은 것이다. 반면 'I'는 모든 문맥에서 일정한 언어적 의미를 가지며 문맥에 따라 누구를 가리키는가? 유사하게, 인식론적 맥락주의자들은 '안다'라는 단어가 문맥에 민감하여 일부 다른 맥락에서 다른 관계를 표현한다고 주장한다.

## 같이 보기
- 거짓 딜레마
- 퍼지 논리
- 논리합
- 관점주의
- 상대주의
- 리좀
- 진리